# چنارستان (بروجرد)

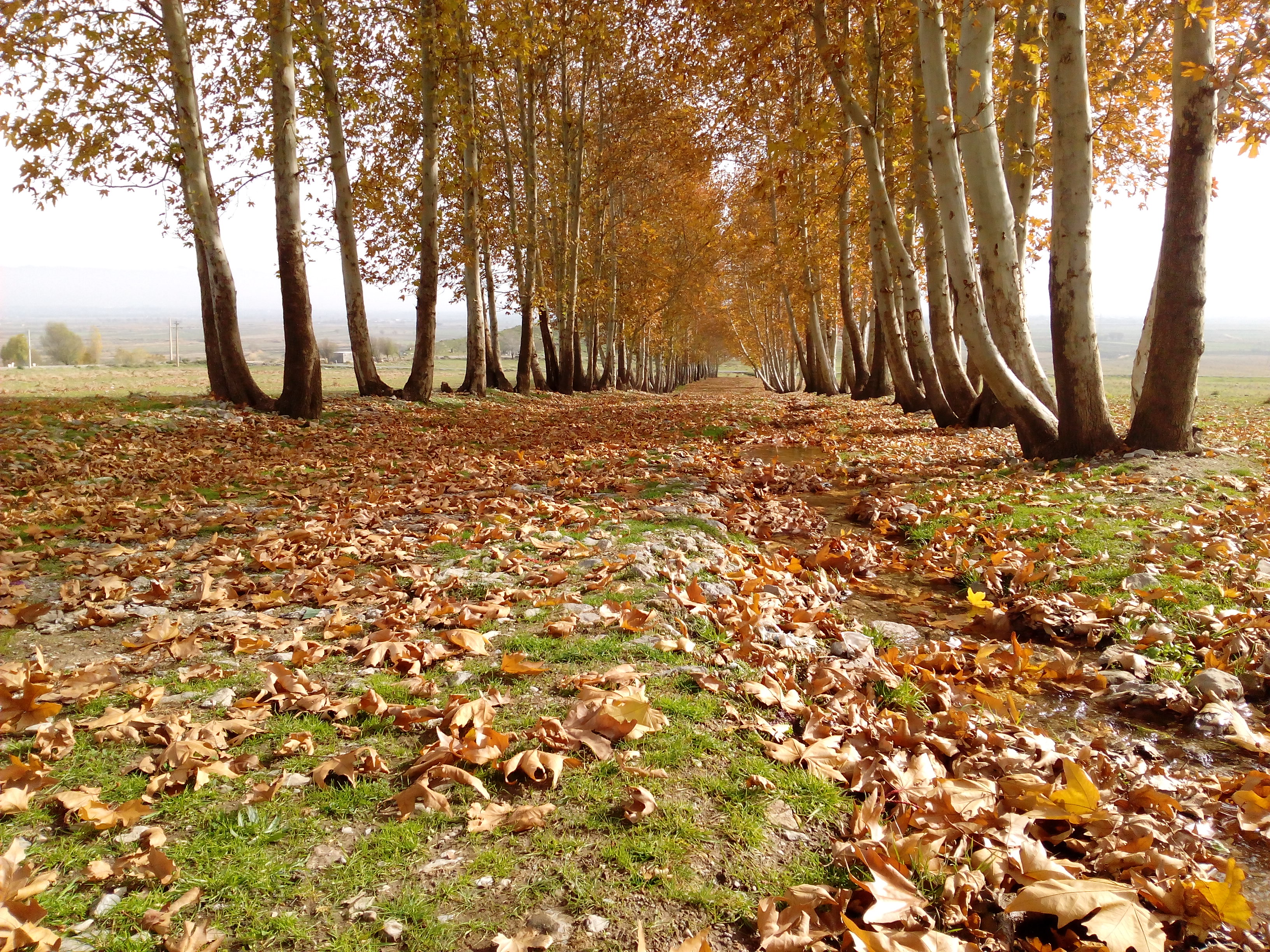

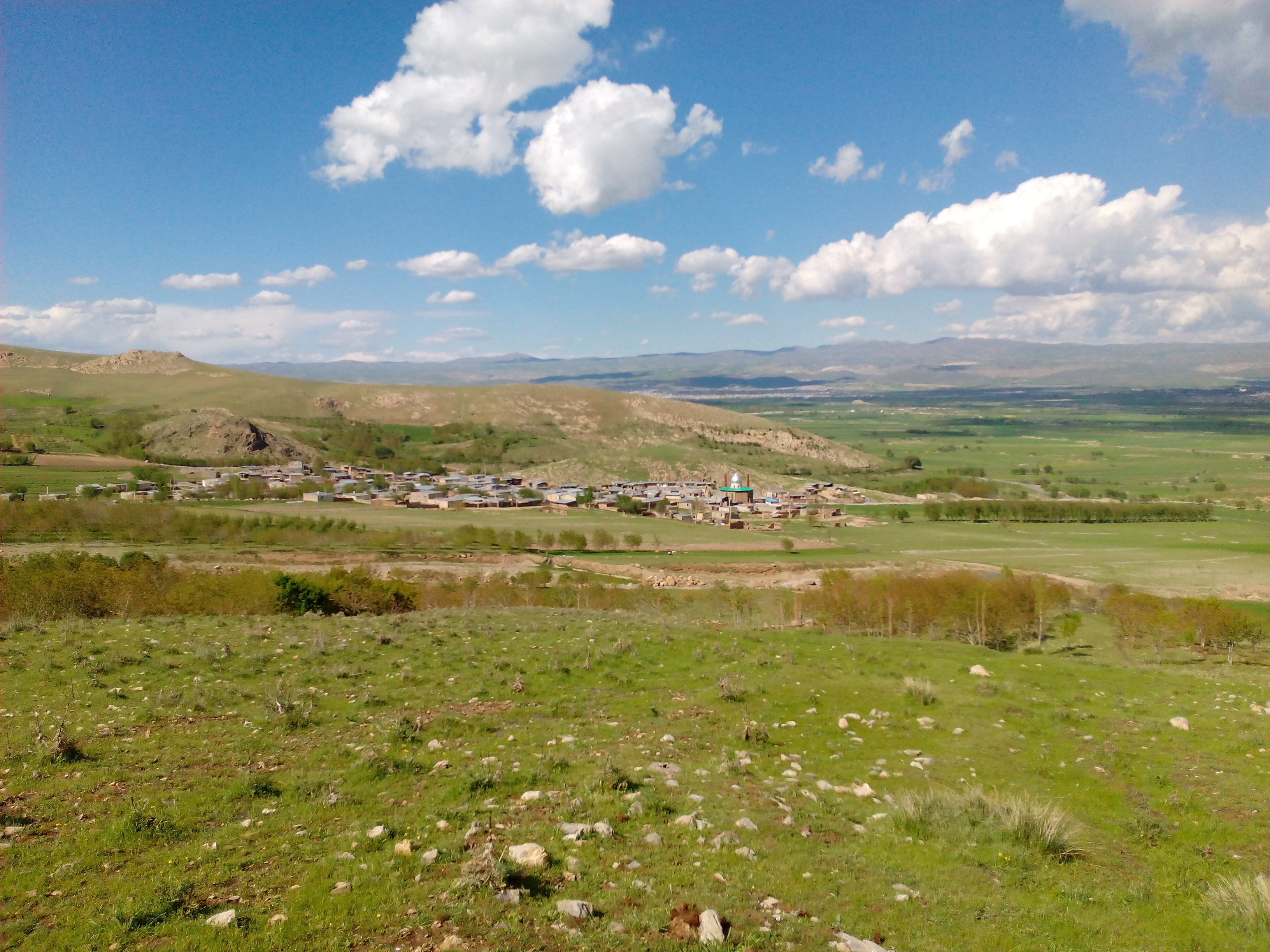

چنارستان روستایی است از توابع شهرستان بروجرد در استان لرستان. این روستا در دهستان همت‌آباد در بخش مرکزی این شهرستان قرار دارد. چنارستان در دامنه کوه‌های زاگرس در پنج و نیم کیلومتری جنوب شهر بروجرد و بر سر راه بروجرد-بیرانشهر-خرم‌آباد قرار گرفته‌است و دارای آب و هوای معتدل کوهستانی است. کشاورزی و دامپروری در آن رونق دارد. این روستا در دامنه کوه شیر مرد قرار دارد. در سالیان دور شخصی به نام شیرمرد خانه خود را در این قله بنا می کند و نام این کوه برگرفته از نام همان شخص می باشد.

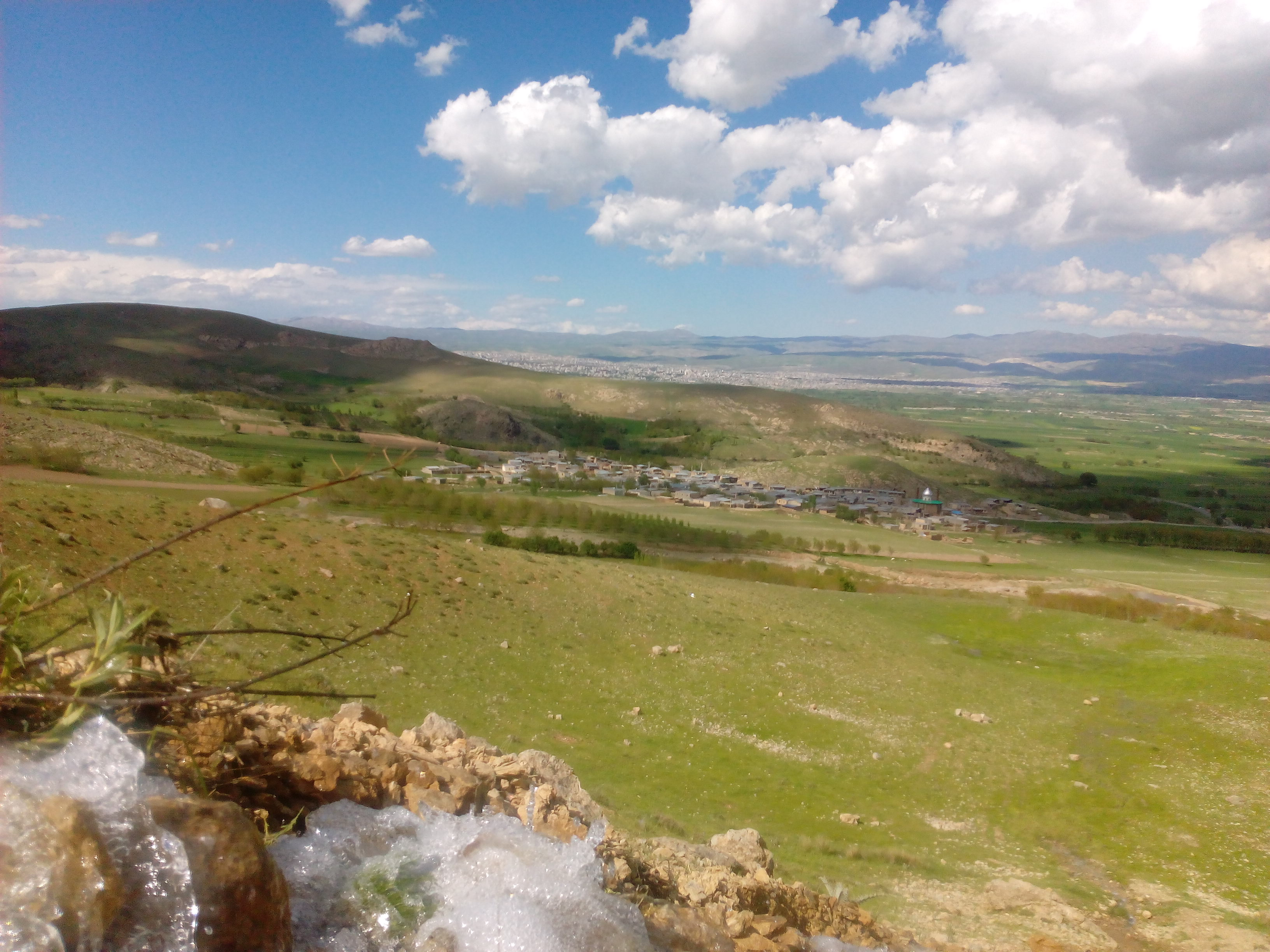

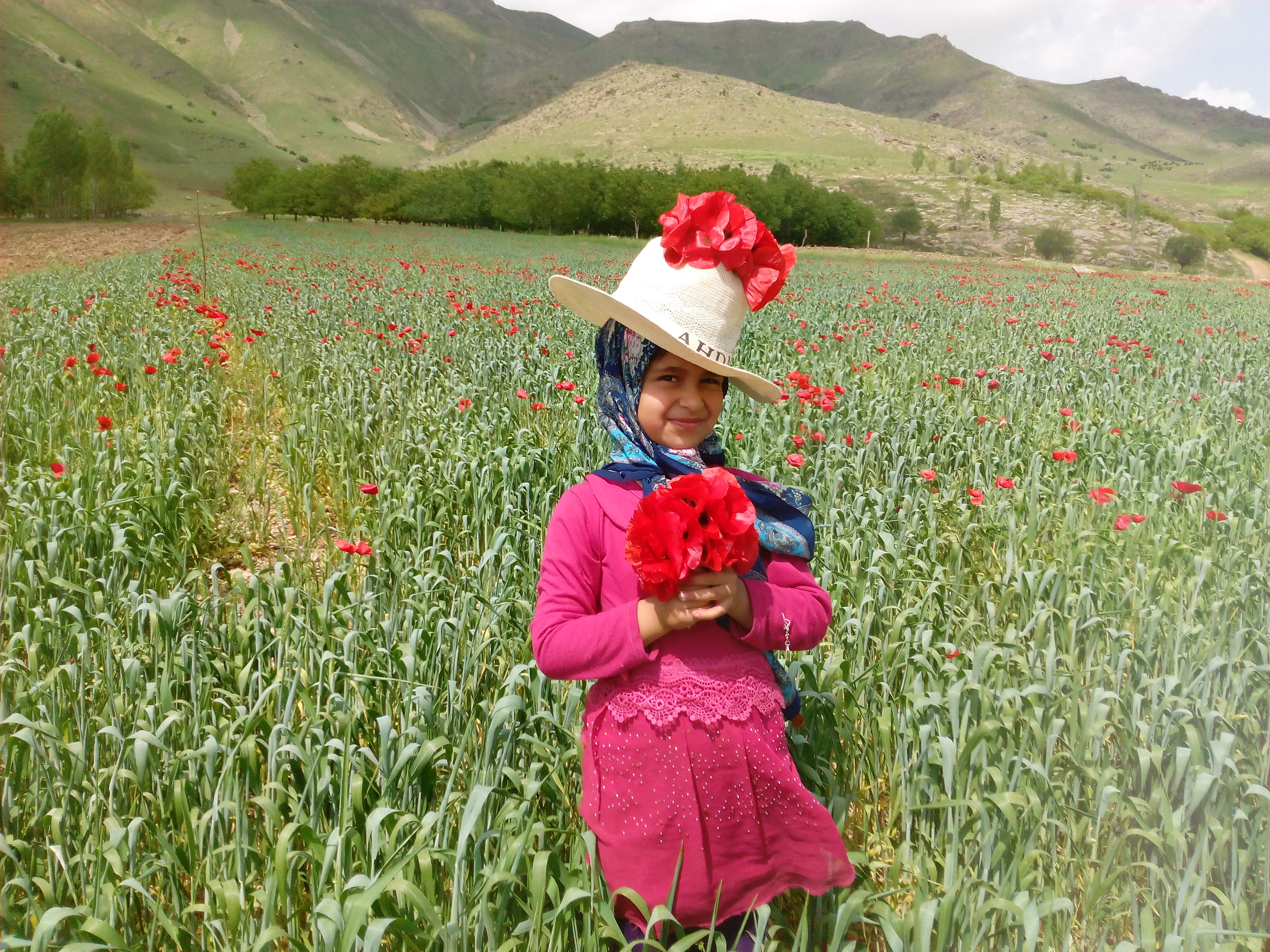

هنوز هم بقایای خانه ساخته شده در قله کوه شیرمرد وجود دارد و بازدید کنندگان می توانند مشاهده کنند.

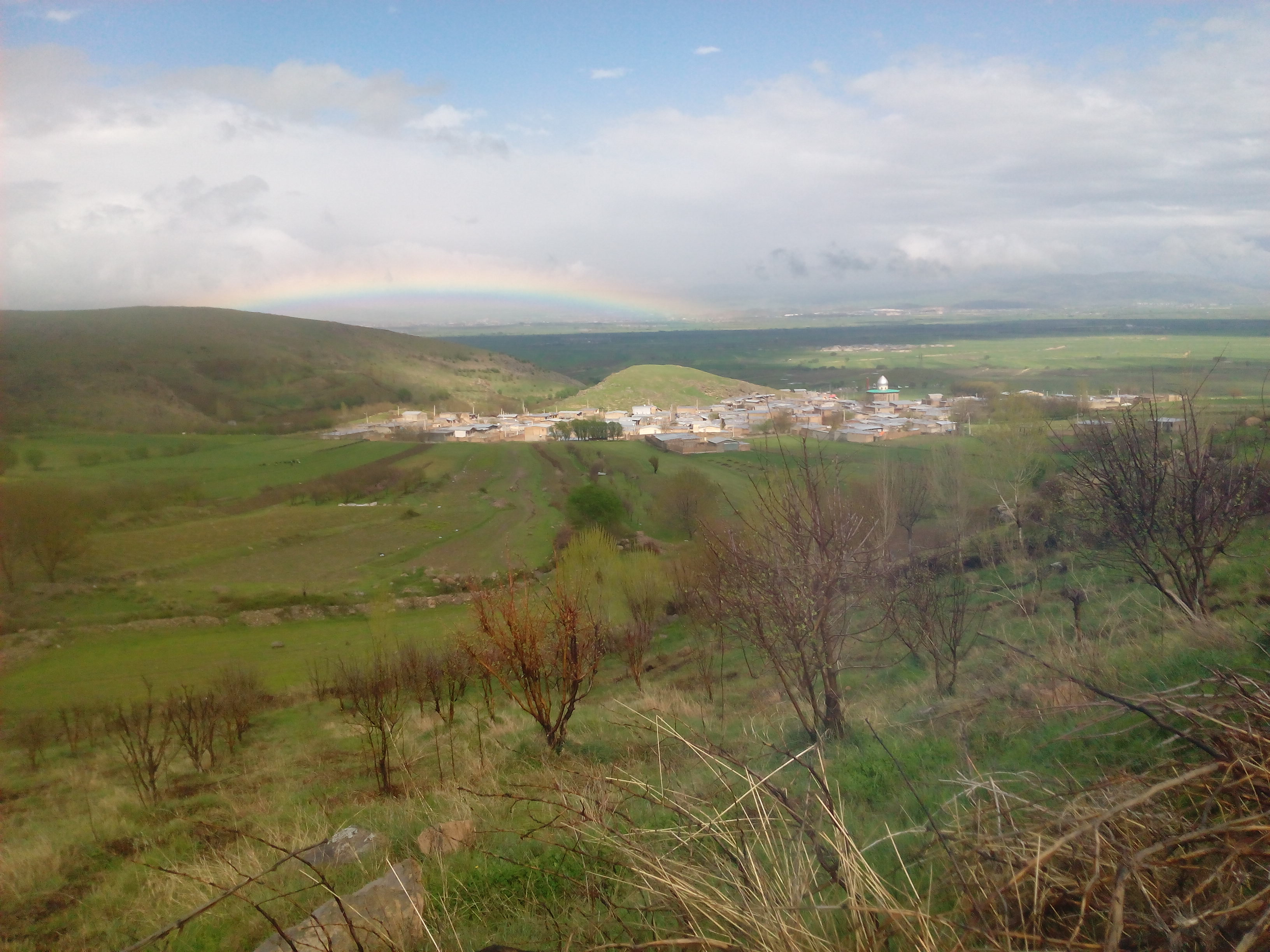

نقل است آجر های انتقال داده شده به قله کوه شیرمرد توسط گوسفندان انجام شده.
در ابتدای این روستا جاده ای ۴۰۰ متری وجود دارد که دوطرف آن درخت چنار کاشته شده و نام این روستا برگرفته از این درختان است.
سراب جانیزه نیز که از معروف ترین مکان های گردشگری بروجرد به حساب می آید در این روستا قرار دارد.

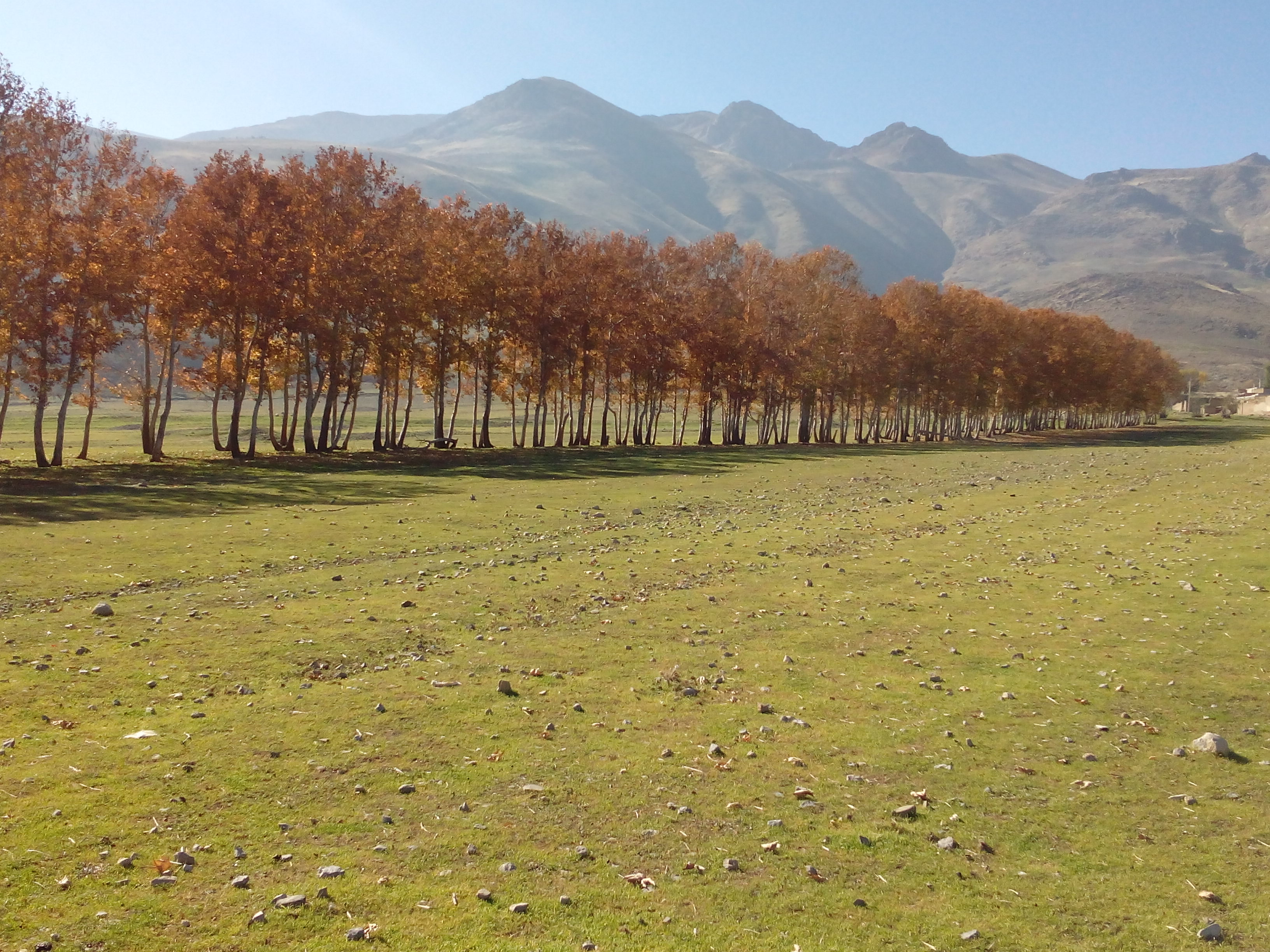

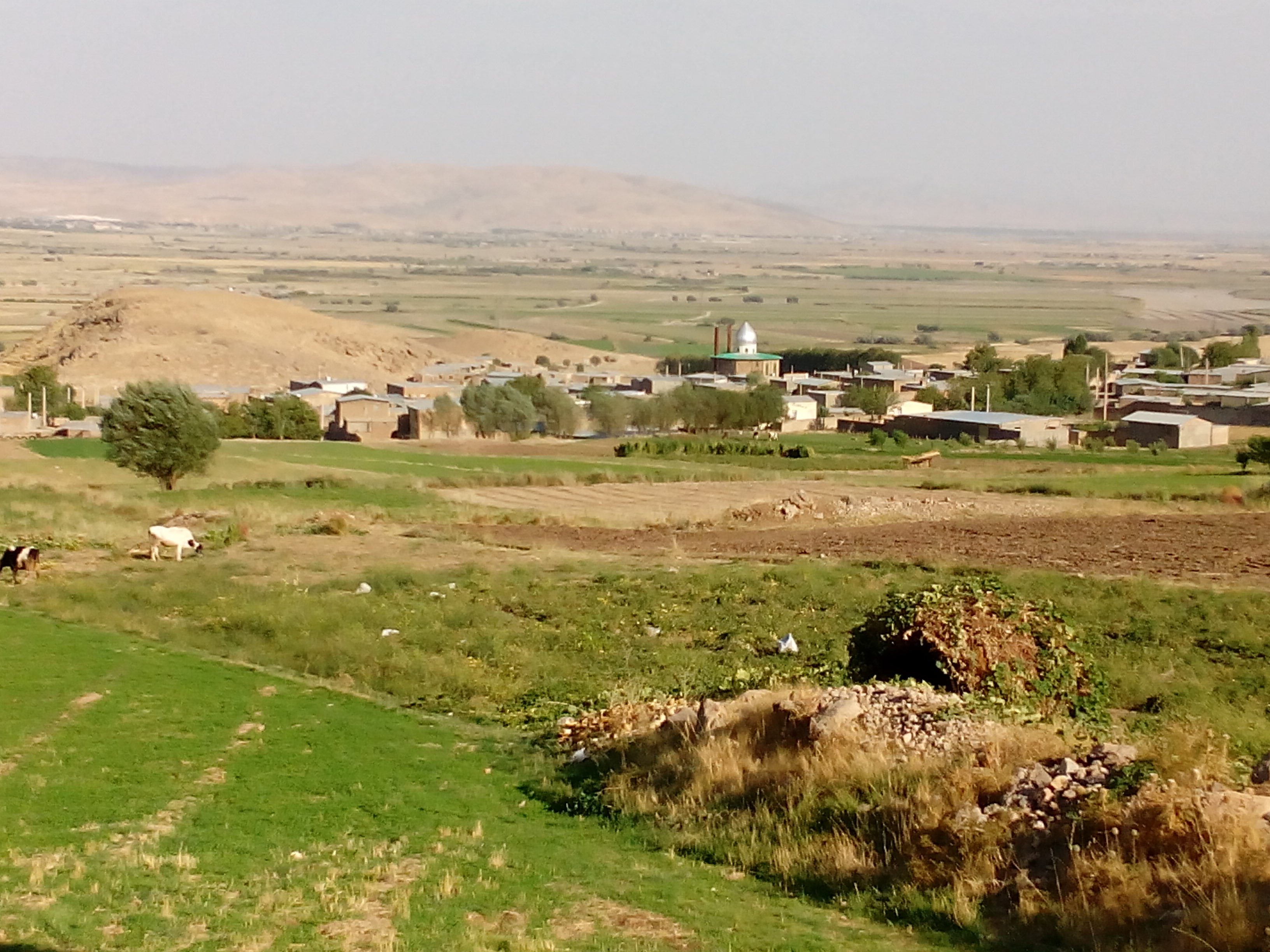

بیشتر اهالی این روستا از طایفه کوشکی و تقریبا ۲۰ درصد اهالی از لک های بیرانوند هستند.

## جمعیت
بنابر سرشماری مرکز آمار ایران، جمعیت چنارستان در سال ۱۳۸۵ برابر با ۶۸۴ نفر بوده‌است که از این میان ۳۵۰ نفر مرد و بقیه زن بوده‌اند. این روستا ۱۶۹ خانوار دارد.